# Шере (Сарт)
Шере (фр. Cherré) је насељено место у Француској у региону Лоара, у департману Сарт.
По подацима из 2011. године у општини је живело 1711 становника, а густина насељености је износила 91,35 становника/km².

## Демографија
| 1962. | 1968. | 1975. | 1982. | 1990. | 2011. |
| ----- | ----- | ----- | ----- | ----- | ----- |
| 578   | 564   | 528   | 1.075 | 1.220 | 1.711 |